# Cebollatí
Cebollatí (hiszp. Río Cebollatí) – rzeka w Urugwaju w Ameryce Południowej.
Rzeka ma swoje źródła w okolicy Cuchilla Cerro Partido (pasmo Cuchilla Grande), w departamencie Lavalleja, skąd płynie w kierunku północno-wschodnim. Płynie głównie wzdłuż granic departamentów Rocha, Lavalleja i Treinta y Tres, przepływając przez miejscowości Saradní de Cebollatí, Averías, Espinillar, Villa Passano, Cebollatí i General Enrique Martínez. Uchodzi do urugwajsko-brazylijskiego laguny Mirim. Głównym jej dopływem jest rzeka Olimar Grande.